# Боддинг, Пауль Улаф
Пауль Улаф Боддинг (норв. Paul Olaf Bodding; 2 ноября 1865, Йёвик, Оппланн, Норвегия — 25 сентября 1938, Оденсе, Дания) — норвежский протестантский миссионер, лингвист и фольклорист, писал на английском языке.
Сын книготорговца, Боддинг познакомился в магазине отца с Ларсом Ольсеном Скрефсрудом, основателем протестантской миссии у санталов в восточной Индии (и автором одной из первых грамматик языка сантали). Изучал богословие в университете Христиании (Осло). С 1889 по 1933 год работал в Индии, преимущественно в городе Думка в стране санталов, стал преемником Скрефсруда во главе Северной евангелистской лютеранской церкви. Создал основанный на латинице алфавит сантали, издал двухтомную грамматику и пятитомный словарь этого языка, перевёл на сантали Библию и издал в трёх томах собрание сантальских народных сказок с английским переводом. Его имя пользуется до сих пор большой известностью среди санталов Джаркханда, Бихара и Западного Бенгала.
Перед церковью в Йёвике воздвигнут памятник Боддингу.

## Труды
- Materials for a Santali Grammar I, II, Dumka 1922
- A Chapter of Santal Folklore, Oslo 1924
- Santal Folk Tales (3 volumes), 1925-29
- Studies in Santal Medicine and Connected Folklore (3 volumes), 1925-40
- A Santal Dictionary (5 volumes), 1933-36
- Santal Riddles and Witchcraft among the Santals, 1940